# Daniel Egeland Jarstø
Daniel Egeland Jarstø (* 18. Mai 1990) ist ein ehemaliger norwegischer Radrennfahrer.

## Sportlicher Werdegang
Egeland Jarstø gewann im Jahr 2008 jeweils eine Etappe und die Gesamtwertung der Juniorenaustragungen des Ringerike Grand Prix und des Ullensaker Grand Prix. 2010 gewann ein Teilstück des U23-Rennens Fana Sykkelfestival sowie bei den nationalen Meisterschaften der Klasse U23 die Bronzemedaille. 
Nachdem Jarstø in der Saison 2010 bereits als Stagiaire beim Team Sparebanken Vest-Ridley eingesetzt worden war, wurde er 2011 festes Mitglied im Team. Im Jahr 2011 gelang ihm mit dem Gewinn einer Etappe der Vuelta a León der einzige internationale Sieg seiner Karriere.
Nach der Saison 2013 beendete Jarstø im Alter von 23 Jahren seine internationale Karriere als Radrennfahrer.

## Erfolge
2011
- eine Etappe Vuelta a León